# Gérakas
Gérakas, en grec moderne : Γέρακας, est une ville du dème de Pallíni, dont elle est le siège, en banlieue nord-est d'Athènes, en Grèce. 
Selon le recensement de 2011, la population de Gérakas compte 29 939 habitants, sa superficie est de 11 km2 et sa densité est de 2 722 habitants.
Dans l'Antiquité, Gérakas constituait le dème de la Mésogée athénienne de Gargettos, de la tribu des Égéides, selon le modèle administratif de Clisthène. Aujourd'hui, c'est une ville en plein développement de la Mésogée nord et la porte orientale du bassin d'Athènes.